# Тиран сіроспинний

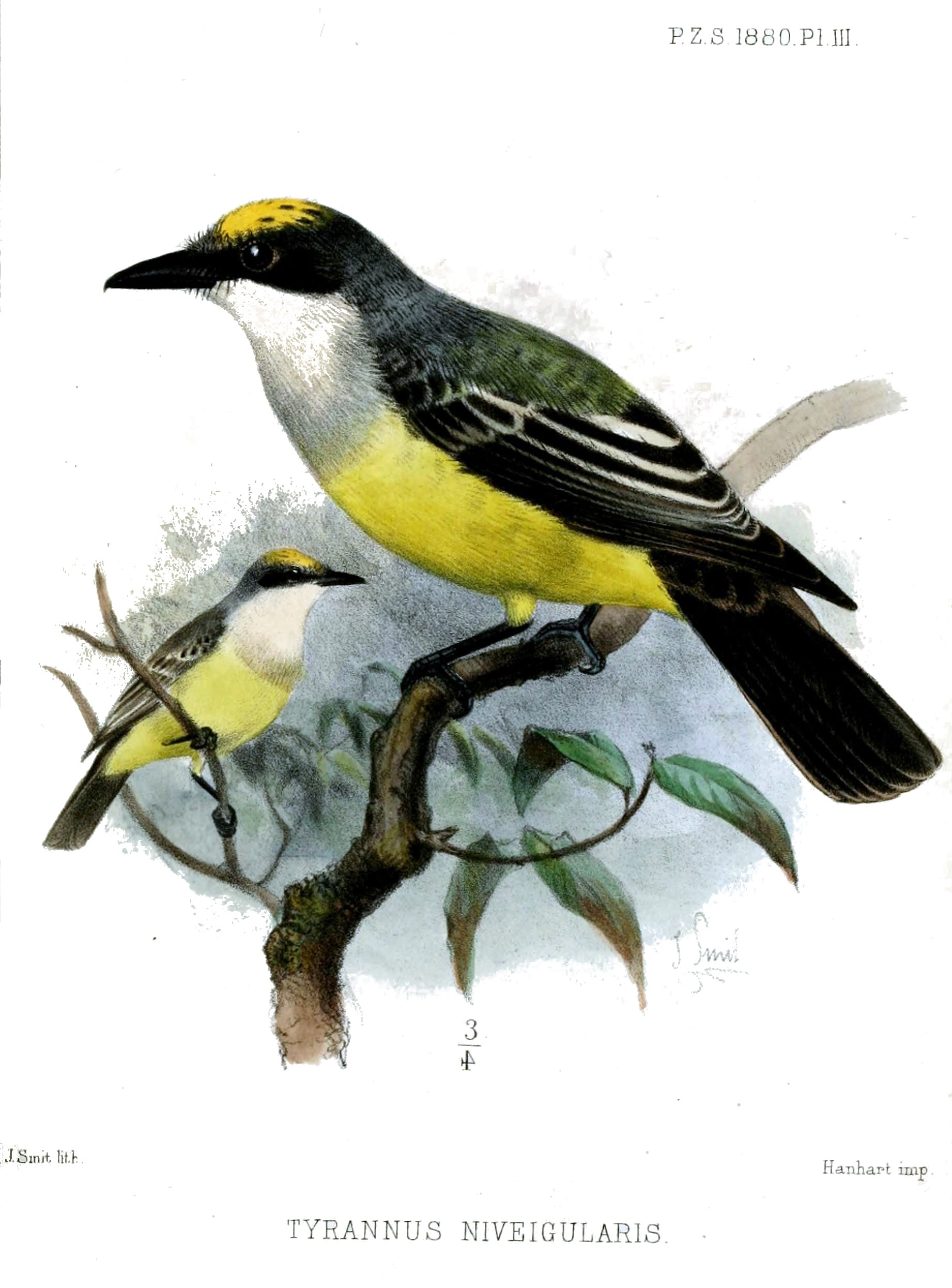
Сіроспинні тирани

Тиран сіроспинний (Tyrannus niveigularis) — вид горобцеподібних птахів родини тиранових (Tyrannidae). Мешкає в Південній Америці.

## Поширення і екологія
Сіроспинні тирани мешкають на крайньому південному заході Колумбії (південний захід Нариньйо), на заході Еквадору (від центрального Манабі на південь до Ель-Оро і крайньої південно-західної Лохи) та на заході Перу (на південь до Анкаша). Вони живуть в сухих чагарникових заростях і напівпустелях, на полях і пасовищах, під час сухого сезону (з червня по листопад) мігрують до більш вологих районів. Зустрічаються на висоті до 1200 м над рівнем моря. Живляться комахами.